# Tetragnatha ceylonica
Tetragnatha ceylonica là một loài nhện trong họ Tetragnathidae.
Loài này thuộc chi Tetragnatha. Tetragnatha ceylonica được Octavius Pickard-Cambridge miêu tả năm 1869.

## Hình ảnh

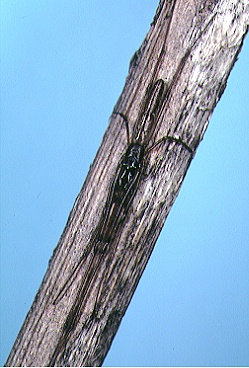
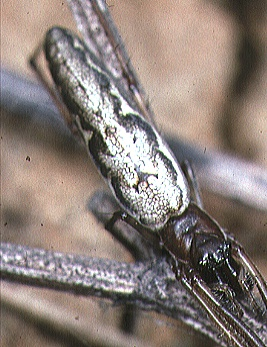
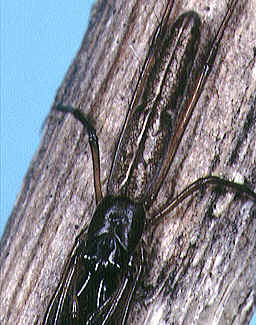
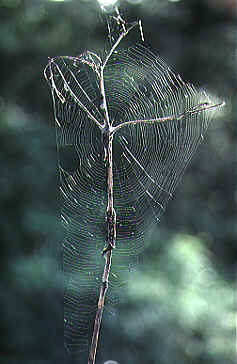